# Jelena Korniłowa
Jelena Konstantinowna Korniłowa (ros. Елена Константиновна Корнилова; ur. 6 czerwca 1938 w Moskwie – zm. 5 grudnia 2023 w Moskwie) – radziecka i rosyjska aktorka teatralna i filmowa.

## Życiorys
W 1962 roku ukończyła WGIK i przez 2 lata pracowała jako aktorka teatru dramatycznego w Permie. W 1964 wstąpiła do Teatru na Tagance, gdzie przez 13 lat była kochanką Jurija Lubimowa i pracowała do roku 1993. W 1959 roku zadebiutowała na kinowym ekranie.
Zmarła w wieku 85 lat w domu starców, gdzie jej martwe ciało ujawniła pielęgniarka dopiero po dwóch godzinach od momentu śmierci.

## Wybrana filmografia
- 1961: Pierwyje ispytanija jako Olga Androsowa
- 1961: Gody diewiczji jako Hanna
- 1977: Dziwna kobieta(inne języki)[4] – jako Nadia